# Physocrobylus
Physocrobylus is een geslacht van rechtvleugeligen uit de familie veldsprinkhanen (Acrididae). De wetenschappelijke naam van dit geslacht is voor het eerst geldig gepubliceerd in 1951 door Dirsh.

## Soorten
Het geslacht Physocrobylus omvat de volgende soorten:
- Physocrobylus burtti Dirsh, 1951
- Physocrobylus tessa Hochkirch, 1996